# Faro Punta Chulao
El Faro Punta Chulao es un faro perteneciente a la red de faros de Chile. Se ubica en el sector Punta Chulao, Península de Huequi, Chaiten en la Región de Los Lagos.